# سمير الشهابي
سمير الشهابي سفير ودبلوماسي سعودي من اُصول فلسطينية، عمل كسفير للمملكة العربية السعودية في عدة دول وفي الأمم المتحدة.

## الحياة الشخصية والتعليم
ولد سمير في القدس في 27 مايو 1925. درس في الجامعة الأميركية في القاهرة. وأيضاً في قسم القانون جامعة يال في الولايات المتحدة، وجامعة كامبريدج في المملكة المتحدة.
سمير تزوج من النرويجية المولد وداد كاري ستونجم، تقابلوا خلال دراسته في جامعة كامبريدج، ثم استقروا في المملكة. لهم من الأبناء اثنان أحدهما علي الشهابي وهو مصرفي.

## الحياة العملية
انضم الشهابي لوزارة الخارجية السعودية في عام 1949.وخدم كسفير أول في سويسرا من 1956 إلى 1959.ثم خدم كقائم بأعمال السفير في روما من 1959 إلى 1961.
وخدم كسفير لها في تركيا والصومال وباكستان، قبل أن يكون مندوب دائم لها في الأمم المتحدة في 1983.في عام 1991 تم انتخابه كرئيس للدورة السادسة والأربعون للجمعية العامة للأمم المتحدة.
منصبه الأخير قبل تقاعده كان سفير للمملكة في سويسرا، تقاعد في عام 1999.

## الوفاة
توفي الشهابي في مزرعته في البرتغال في 25 أغسطس 2010.

## وصلات خارجية
- Elected President of the forty-sixth session of the General Assembly